# Montes San Jacinto

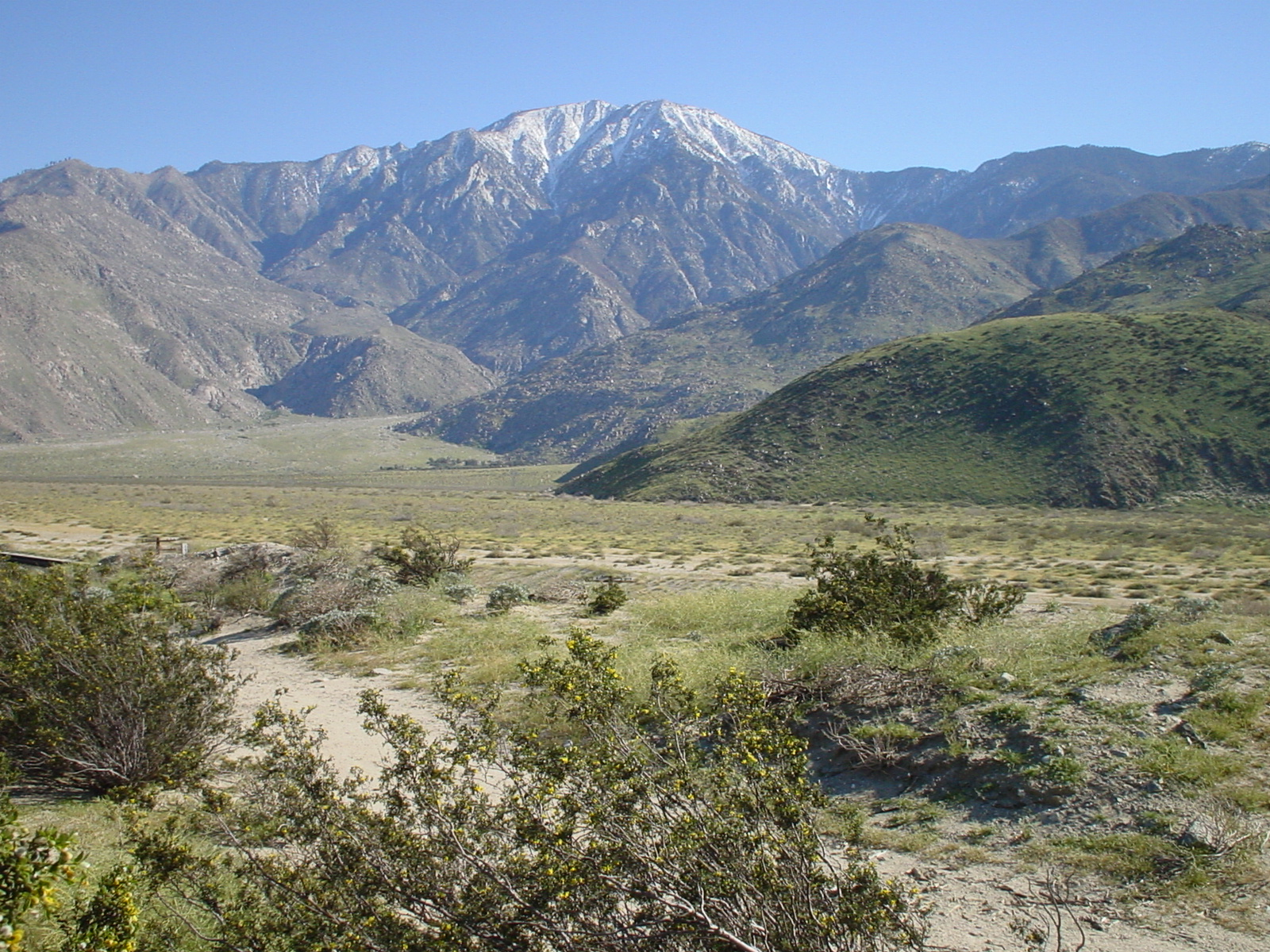
Montes de San Jacinto

Os montes de San Jacinto (em mojave: Avii Hanupach) são uma cordilheira a leste de Los Angeles, no sul da Califórnia.
A cordilheira estende-se ao longo de 48 km, desde o sudeste dos montes de San Bernardino até aos montes de Santa Rosa. Os montes de San Jacinto formam a parte mais setentrional das cordilheiras peninsulares, que se estendem 1500 km desde o sul ds Califórnia até à ponta sul da península da Baixa Califórnia. O seu ponto mais elevado é o pico de San Jacinto com 3302 m de altitude.
Os passos de montanha de Banning e San Gorgonio separam a cordilheira do monte de San Gorgonio a norte. Esta cordilheira forma o limite ocidental do vale de San Jacinto em Hemet. 
O povo indígena de Cahuilla vive no deserto que rodeia os montes de San Jacinto utilizando-os como lugar de caça e sítio de descanso durante a época de calor. A cordilheira faz surgir ilhas do céu, com diferentes espécies de flora e de fauna que não toleram as altas temperaturas das áreas circundantes.